# 铜山镇
铜山镇，是中华人民共和国安徽省铜陵市郊区下辖的一个乡镇级行政单位，全境被池州市贵池区包围，是铜陵市的飞地。

## 历史沿革
铜山镇因盛产铜矿并且历史悠久而得名。明清时期，铜山镇属贵池县舞鸾上乡。1931年，中华民国政府在全国县以下政区实行区乡建制，贵池县设立吴田乡（驻今唐田镇吴田居委会），铜山属之。1956年3月，贵池县人民委员会调整境内乡级区划，撤销吴田乡，析出部分村设立铜源乡（驻铜源村，今属铜源居委会），属殷汇区公所。1956年2月，安庆专区铜官山矿务局准备在此筹建铜山铜矿。为促进铜矿开发，1964年12月2日，经安徽省人民委员会批准，贵池县设立铜山镇，和县城池州镇一样直接受县政府领导。铜山镇人民委员会管辖矿区及周边部分农村。
1971年3月25日，经安徽省革命委员会批准，铜山镇改属新设立的池州地区铜陵特区。同年5月6日，撤销铜山镇，设立铜陵特区铜山区革命委员会。1972年，铜陵特区改设县级铜陵市；1974年3月，经中华人民共和国国务院批准，铜陵市由安徽省管辖，不再隶属池州地区，铜山区属之。1980年3月，经省革委会批准，贵池县殷汇区铜山公社（今牛头山镇）的杨村大队、南泉大队、显化大队划归铜山区。1987年8月17日，国务院函1987〔143〕号文件批准铜陵市撤销铜山区，并入郊区；原铜山镇、安庆矿区改制为铜山办事处、月山办事处，为郊区人民政府的派出机构。1988年4月19日，铜山办事处正式成立。1999年1月18日，铜陵市撤销铜山办事处，恢复铜山镇，属铜陵市郊区。

## 地理
1956年2月，铜官山矿务局准备在此筹建铜山铜矿。该矿现隶属于中国有色金属工业总公司铜陵有色金属集团。

## 行政区划
铜山镇下辖以下地区：
铜源社区、竹园社区、姥山社区、显化村、南泉村和杨村。